# Viviers-sur-Artaut
Viviers-sur-Artaut é uma comuna francesa na região administrativa de Grande Leste, no departamento de Aube. Estende-se por uma área de 6,04 km². Em 2010 a comuna tinha 129 habitantes (densidade: 21,4 hab./km²).